# Amblyeleotris fontanesii
Amblyeleotris fontanesii är en fiskart som först beskrevs av Pieter Bleeker 1852.  Amblyeleotris fontanesii ingår i släktet Amblyeleotris och familjen smörbultsfiskar. Inga underarter finns listade i Catalogue of Life.